# هابارتوو
هابارتوو (به چکی: Habartov) یک منطقهٔ مسکونی و شهرستان دارای شهرک سابقاً روستا در جمهوری چک است که در ناحیه سوکولوو واقع شده‌است.
 هابارتوو  ۵٬۴۲۱ نفر جمعیت دارد.